# Eritroblast

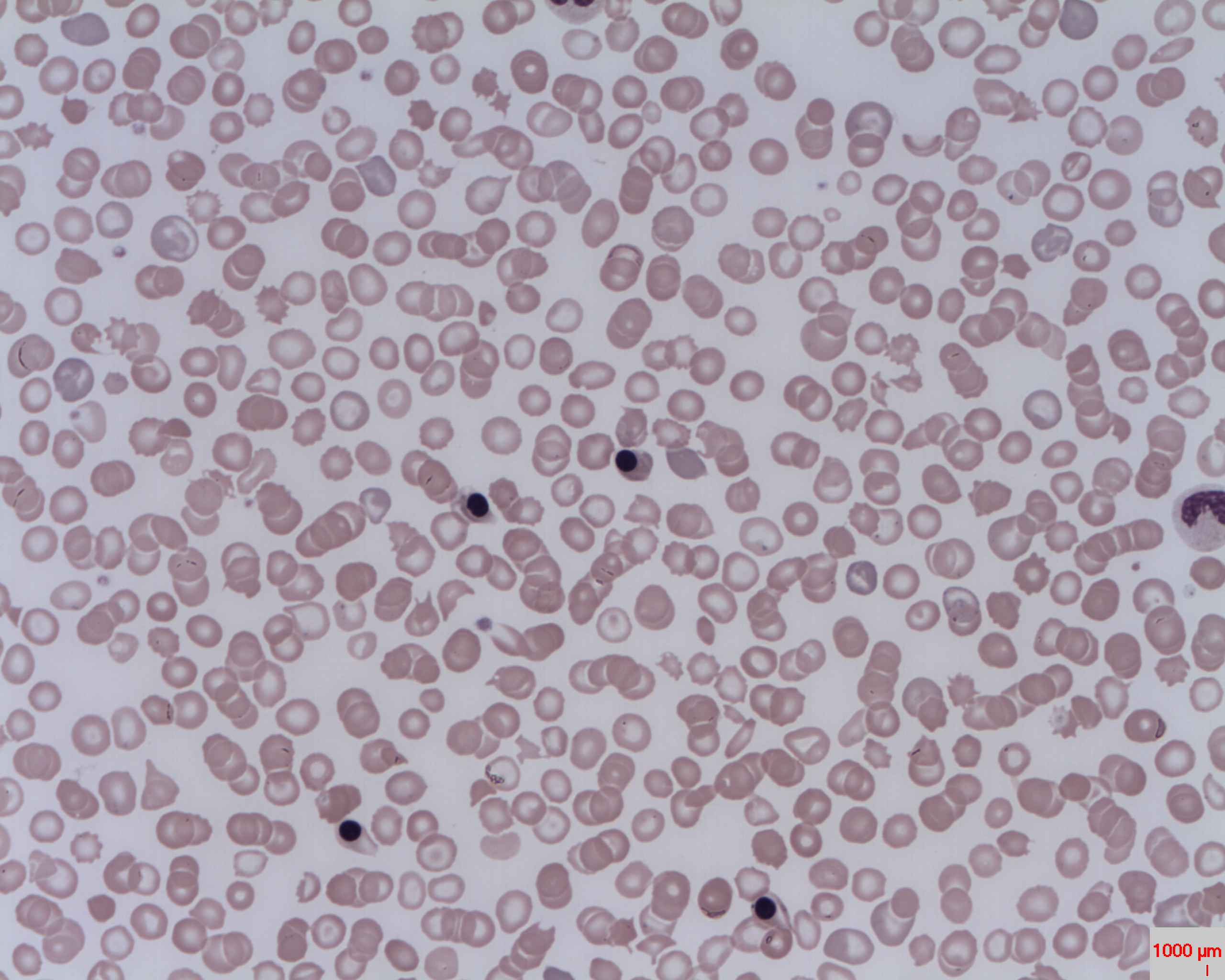
Frotis de sang humana; els eritroblasts tenen una major mida i el centre de color negre.

Un eritroblast (o normoblast) és un tipus de glòbul vermell que encara conserva el nucli cel·lular. És el precursor immediat d'un eritròcit normal.